# FindLaw
 A FindLaw é uma empresa da Thomson Reuters que fornece informações legais on-line e serviços de marketing on-line para escritórios de advocacia. O FindLaw foi criado por Stacy Stern, Martin Roscheisen e Tim Stanley em 1995 e foi adquirido pela Thomson West em 2001.
O FindLaw.com é um sítio gratuito de informações jurídicas que ajuda consumidores, proprietários de pequenas empresas, estudantes e profissionais da área jurídica a encontrar respostas para perguntas legais diárias e consultoria jurídica, quando necessário. O sítio inclui jurisprudência, estatutos estaduais e federais, um diretório de advogados e notícias e análises jurídicas.
Também inclui um dicionário jurídico gratuito e uma revista chamada Writ, cujos colaboradores (principalmente acadêmicos jurídicos) discutem, explicam e debatem questões legais de interesse tópico.
A FindLaw oferece serviços de desenvolvimento de sítios e publicidade na Internet para profissionais do direito e membros ampliados da comunidade jurídica através do Lawyermarketing.com.
Em 2010, após a aquisição em 2009 do serviço de recomendação de advogados Contact Law, a FindLaw lançou o FindLaw UK (www.findlaw.co.uk), um sítio para empresas e indivíduos no Reino Unido que buscava informações sobre tópicos legais ou um advogado.

## Reclamações
Em 2018, uma ação foi movida contra a FindLaw por um escritório de advocacia de Pittsburgh que alega ter sido enganado ao pagar quase 300 mil dólares por um sítio de má qualidade e presença medíocre nas mídias sociais. A FindLaw respondeu ao processo da empresa, contrariando 37 mil dólares em taxas e juros não pagos.